# Al-Qasr
Al-Qasr o Al-Qasr al-Saiyad, és una ciutat d'Egipte, a la regió de l'oasi de Bahariya, 1 km al nord-est d'Al-Bawiti, i al nord de Hiw, a la part occidental del Nil.
La ciutat, dins el nomós VIII de l'Alt Egipte, es va dir Psobthis. Tenia un temple del que resta el mur de pedra, i un cementiri darrere el llogaret. L'evidència més antiga es troba a Qarat el-Hilwa, a uns 3 km al sud-oest d'Al-Qasr, probablement el cementiri de l'antiga ciutat, amb un grup de tombes tallades a la pedra; la més antiga correspon a Amenhotep Huy, governador de l'oasi del nord a la dinastia XVIII o començaments de la XIX, amb escenes de la seva feina com a governador junt amb la seva dona Ourly i el seu fill Menna; aquesta tomba fou excavada per Ahmed Fakhry el 1938, però després la manca d'atenció ha fet que s'acabés de deteriorar; a la mateixa ciutat hi ha una capella de pedra (amb el nom d'Apries de la dinastia XXVI i una dedicatòria a Amon-Ra el "Senyor del gran turó" títol exclusiu de la zona, i al déu Khons) fou construïda per dos governadors anomenats Wahibrenefer i Djedkhonsuefankh (d'aquest darrer es va trobar una estàtua el 1900); al centre de la ciutat queden les ruïnes d'un altre temple de l'Imperi nou trobat el 1988, dedicat a la deessa Bes de la que s'ha trobat una estàtua molt ben conservada.
L'antiga ciutat s'estenia al voltant del temple fins a la font d'Ain el-Muftella (Ain al-Mufitillah), uns 3 km a l'oest. La font fou segurament el principal abastiment d'aigua de la ciutat, però avui ja és al desert. Prop d'aquí, Steindorff va excavar el mur d'una capella el 1901 on es va trobar el nom d'Amasis; la capella fou excavada per Fakhry el 1938-1939 i hi va trobar tres capelles més amb part dels murs coberts d'escenes religioses, corresponents a la dinastia XXVI, una de les quals fou construïda per Djedkhonsuefankh i dedicada a Bes. Les excavacions de 1977 van comprovar que les quatre capelles eren part d'un temple del regnat d'Amasis, l'estructura del qual contenia un primitiu exemple de prónaos, i que fou construït per Djedkhonsuefankh i son germà Shebenkhonsu.
En el període romà hi va haver un arc triomfal que el 1820 encara fou descrit per Cailliaud quan era en un bon estat de conservació i era la ruïna més important de la zona; més tard l'arc fou destruït per la construcció d'edificis i encara es poden veure les peces usades; queda la plataforma on s'assentava. Probablement llavors la ciutat era una fortalesa romana, que sota els àrabs va agafar el nom de "Al-Qasr" (la fortalesa).